# Knut Henry Haraldsen
Knut Henry Haraldsen (Kristiansand, 14 dicembre 1976) è un ex calciatore norvegese, di ruolo difensore.

## Carriera

### Club
Haraldsen iniziò la carriera con la maglia del Vigør. Si trasferì poi allo Start, per cui esordì nella Tippeligaen il 5 maggio 1996, nella sconfitta casalinga per due a uno contro lo Stabæk. Il 19 agosto dello stesso anno, segnò il primo gol nella massima divisione: andò a referto nella sconfitta per quattro a due contro il Vålerenga.
Nel 1997 passò al Vålerenga (all'epoca in 1. divisjon). In quella stagione, la squadra vinse il campionato e centrò il successo nell'edizione stagionale della Coppa di Norvegia: Haraldsen fu titolare nella finale contro lo Strømsgodset, vinta per quattro a due. Nel 2001, fu ceduto in prestito al Bryne: debuttò con questa maglia il 16 aprile, giocando titolare nel pareggio a reti inviolate in casa del Lillestrøm. Il 30 settembre segnò l'unica rete in campionato per questa squadra, nel pareggio per uno a uno contro lo Strømsgodset. Tornò poi al Vålerenga, con cui vinse la Coppa di Norvegia 2002.
Nel 2003 si trasferì ai belgi del Westerlo. Vi rimase fino al 2005, quando tornò in patria per giocare nello HamKam. Esordì con questa casacca il 3 luglio, nella sconfitta per due a zero sul campo del Brann. Per la prima rete dovette attendere fino al 3 maggio 2006, quando segnò nella sconfitta per due a uno contro il Lillestrøm.
Il 31 gennaio 2009 fu ufficializzato il suo ritorno allo Start.

### Nazionale
Haraldsen giocò 12 partite per la Norvegia under 21. Debuttò il 19 agosto 1997, nel pareggio a reti inviolate contro la Finlandia under 21.